# Guye (Fluss)
Die Guye ist ein Fluss in Frankreich, der im Département Saône-et-Loire in der Region Bourgogne-Franche-Comté verläuft. Sie entspringt im Gemeindegebiet von Sainte-Hélène, entwässert etwa 2/3 seines Laufes Richtung Südwest bis Süd, schwenkt bei Salornay-sur-Guye plötzlich auf Nordost und mündet nach rund 47 Kilometern bei Messeugne, im Gemeindegebiet von Savigny-sur-Grosne, als linker Nebenfluss in die Grosne.

## Orte am Fluss
- Sainte-Hélène
- Genouilly
- Joncy
- Salornay-sur-Guye
- Messeugne, Gemeinde Savigny-sur-Grosne